# Gerry Brown
Gerry Brown (Philadelphia, 9 november 1951) is een Amerikaanse jazzdrummer.

## Biografie
Brown begon op 5-jarige leeftijd drums te spelen en trad later op met soulbands. Hij speelde al op de middelbare school met de bassist John Lee, met wie hij in 1970 de muziekacademie bezocht. In 1971 verhuisde hij naar New York, waar hij speelde bij Lionel Hampton. In 1972 verhuisde hij met Lee naar Nederland om zich aan te sluiten bij de jazzrockband van Chris Hinze. Met John Lee als co-leader speelde hij in 1973 Infinite Jones in, waarna in 1975 Mango Sunrise, in 1976 Still Can't Say Enough en in 1979 Chaser volgden. Als koppel met Lee werkte hij midden jaren 1970 ook voor Jasper van 't Hof, Toto Blanke, Charlie Mariano, Eef Albers en Gary Bartz. Vervolgens waren ze twee jaar lid van Larry Coryells Eleventh House. Brown speelde ook voor Stanley Clarke en Chick Corea. Tijdens het Montreux Jazz Festival begeleidde hij in 1979 Didier Lockwood.
Brown vestigde zich in 1982 voor een poos in Berlijn en hij werkte tot aan zijn terugkeer naar de Verenigde Staten met George Gruntz, Joachim Kühn en Chris Beckers, maar ook met Herb Geller, Anne Haigis en Kraan. In 1986 werd hij bij Consortium de opvolger van Billy Cobham. Tijdens de jaren 1990 behoorde Brown tot de band van Stevie Wonder, daarna begeleidde hij Oscar Brown jr..
Brown werkte bovendien als sideman op het podium en bij opnamen met o.a. George Benson, Michał Urbaniak, Urszula Dudziak. Marcus Miller, Lionel Richie, Sonny Fortune, Alphonso Johnson, Roberta Flack, Joe Sample, Tom Harrell, Dave Samuels, Chuck Loeb, de Georg Gruntz Band, de NDR-Bigband (The Spirit of Jimi Hendrix) en Phil Collins. Met de bassist Nathan Watts nam hij de leervideo R & B Drumming – Featuring Gerry Brown and his Motown Sound op.